# Julius Knuth
Frederik Christian Julius greve Knuth (født 12. juli 1787, død 30. oktober 1852 i København) var en dansk godsejer og stiftamtmand, bror til Eggert Christopher Knuth, far til Adam Knuth.
Han var en søn af grev Frederik Knuth, blev privat dimitteret 1804 og juridisk kandidat 1809, var derefter et år volontær i Danske Kancelli, blev 1810 auskultant sammesteds, 1811 kommitteret i Det vestindisk-guineiske Rente- og Generaltoldkammer, 1815 amtmand over Holbæk Amt, 1831 stiftamtmand over Sjællands Stift med Bornholm og Færøerne samt amtmand over Københavns Amt, fritoges 1845 for bestyrelsen af det sidstnævnte embede og afskedigedes 1850 som stiftamtmand, efter at det ved en finanslovsbeslutning var afgjort, at stiftamtmandsembedet ikke mere skulle bestå som et selvstændig gageret embede. Fra 1804 til sin død, 30. oktober 1852 i København, var han, der ejede Bonderup hovedgård, kurator for Vemmetofte Kloster. 1810 blev han kammerjunker, 1813 kammerherre, 1836 Kommandør af Dannebrog, 1840 Storkors af samme orden og 1847 gehejmekonferensråd. Han hørte til den kategori af embedsmænd, der under enevælden opnåede udnævnelser og begunstigelser ifølge kgl. reskripter uden forudgående indstillinger fra kollegierne.
Han blev gift 1. gang (2. august 1811) med Ulrica Christiane Haxthausen (7. november 1787 – 18. august 1819), datter af generalløjtnant Frederik Gottschalck Haxthausen den yngre; 2. gang (7. december 1822) med Georgine Frederikke Vilhelmine Hauch (12. maj 1796 – 4. oktober 1841), datter af amtmand Johan Carsten Hauch og Pauline f. Rye; 3. gang (4. august 1846) med Cathrine Frederikke Haxthausen (10. oktober 1800 – 11. maj 1877), en søster til hans første hustru.